# Bochecha
As bochechas são a área da face abaixo dos olhos e entre o nariz e a orelha esquerda ou direita.
É uma parte carnosa ou proeminente de cada uma das faces.

## Histologia
A bochecha apresenta uma musculatura que forma a parte esquelética. Há uma parte externa com tecido gorduroso de Richard na submucosa. É a gordura que o indivíduo perde nas grandes doenças. Na porção interna vai existir um conjuntivo mais denso e glândulas salivares. A bochecha também tem que ser molhada assim como a superfície do lábio.
O corpo adiposo da bochecha é uma formação gordurosa que preenche um espaço potencial entre os músculos masseter e bucinador prevenindo o aquecimento com provável necrose dessas estruturas. Apesar e ser tecido adiposo, esse acidente anatomico dificilmente é absorvido, mesmo em caso de emagrecimento exagerado.